# Xã Belvidere, Michigan
Xã Belvidere (tiếng Anh: Belvidere Township) là một xã thuộc quận Montcalm, tiểu bang Michigan, Hoa Kỳ. Năm 2010, dân số của xã này là 2.209 người.